# Volta à Dinamarca de 2018
A 28.ª edição da Volta à Dinamarca celebrou-se entre 1 e 5 de agosto de 2018 com início na cidade de Aalborg e final na cidade de Frederiksberg em Dinamarca. O percurso consistiu de um total de 5 etapas sobre uma distância total de 787 km.
A corrida faz parte do circuito UCI Europe Tour de 2018 dentro da categoria 2.hc e foi ganadada pelo ciclista belga Wout van Aert da equipa Vérandas Willems-Crelan. O pódio completaram-no os ciclistas dinamarqueses Rasmus Quaade da equipa BHS-Almeborg Bornholm e Lasse Norman Hansen da equipa Aqua Blue Sport.

## Equipas participantes
Tomaram parte na corrida 20 equipas: 2 de categoria UCI WorldTeam; 11 de categoria Profissional Continental; 6 de categoria Continental e a selecção nacional de Dinamarca. Formando assim um pelotão de 119 ciclistas dos que terminaram 100. As equipas participantes foram:
| Equipes WorldTeam (2)- Astana - Team Sunweb Equipes profissionais Continentais (11)- Aqua Blue Sport - Bardiani CSF - Team Novo Nordisk - Roompot-Nederlandse Loterij - Sport Vlaanderen-Baloise - Wanty-Groupe Gobert - Israel Cycling Academy - Holowesko-Citadel - Rally Cycling - Vérandas Willems-Crelan - Vital Concept Equipes Continentais (6)- BHS-Almeborg Bornholm - ColoQuick - Riwal CeramicSpeed - Waoo - Team Joker Icopal - Hurom Equipe nacional- Dinamarca |
| |

## Percorrido
A Volta à Dinamarca dispôs de cinco etapas etapas onde se incluiu uma contrarrelógio individual e etapas planas, para um percurso total de 787 quilómetros.
| Etapa | Data   | Percurso                            | type                      | Distância (km) | Vencedor            | Líder geral         |
| ----- | ------ | ----------------------------------- | ------------------------- | -------------- | ------------------- | ------------------- |
| 1     | 1 ago. | Aalborg – Aalborg                   | etapa plana               | 218,4          | Lasse Norman Hansen | Lasse Norman Hansen |
| 2     | 2 ago. | Viborg – Vejle                      | etapa escarpada           | 172            | Wout van Aert       | Wout van Aert       |
| 3     | 3 ago. | Næstved – Vordingborg               | etapa plana               | 178,4          | Tim Merlier         | Wout van Aert       |
| 4     | 4 ago. | Nykøbing Falster – Nykøbing Falster | contrarrelógio individual | 19,1           | Mads Pedersen       | Wout van Aert       |
| 5     | 5 ago. | Faxe – Frederiksberg                | etapa plana               | 199,1          | Tim Merlier         | Wout van Aert       |

## Desenvolvimento da corrida

### 1.ª etapa
| Aalborg - Aalborg | etapa plana | (218,4 km) |

| \| Classificação por etapas \| Classificação por etapas \| Classificação por etapas \| Classificação por etapas \| Classificação por etapas \| \| Ciclista \| Ciclista \| Equipe \| Tempo \| \| \| ------------------------ \| ------------------------ \| --------------------------- \| ------------------------ \| ------------------------ \| \| 1. \| Lasse Norman Hansen \| Aqua Blue Sport \| 5h05m35s \| \| \| 2. \| Bryan Coquard \| Vital Concept \| + 0s \| \| \| 3. \| Max Kanter \| Team Sunweb \| + 0s \| \| \| 4. \| Tim Merlier \| Verandas Willems-Crelan \| + 0s \| \| \| 5. \| Wouter Wippert \| Roompot-Nederlandse Loterij \| + 0s \| \| \| 6. \| Andreas Stokbro \| Riwal CeramicSpeed \| + 0s \| \| \| 7. \| Milan Menten \| Sport Vlaanderen-Baloise \| + 0s \| \| \| 8. \| Xandro Meurisse \| Wanty-Groupe Gobert \| + 0s \| \| \| 9. \| Christoffer Lisson \| BHS-Almeborg Bornholm \| + 0s \| \| \| 10. \| Mihkel Räim \| Israel Cycling Academy \| + 0s \| \| |                     |                             |          |
| |                     |                             |          |
| Fonte: ProCyclingStats |                     |                             |          |
| Classificação por etapas |                     |                             |          |
| Ciclista | Ciclista            | Equipe                      | Tempo    |
| 1. | Lasse Norman Hansen | Aqua Blue Sport             | 5h05m35s |
| 2. | Bryan Coquard       | Vital Concept               | + 0s     |
| 3. | Max Kanter          | Team Sunweb                 | + 0s     |
| 4. | Tim Merlier         | Verandas Willems-Crelan     | + 0s     |
| 5. | Wouter Wippert      | Roompot-Nederlandse Loterij | + 0s     |
| 6. | Andreas Stokbro     | Riwal CeramicSpeed          | + 0s     |
| 7. | Milan Menten        | Sport Vlaanderen-Baloise    | + 0s     |
| 8. | Xandro Meurisse     | Wanty-Groupe Gobert         | + 0s     |
| 9. | Christoffer Lisson  | BHS-Almeborg Bornholm       | + 0s     |
| 10. | Mihkel Räim         | Israel Cycling Academy      | + 0s     |

| \| Classificação geral \| Classificação geral \| Classificação geral \| Classificação geral \| Classificação geral \| \| Ciclista \| Ciclista \| Equipe \| Tempo \| \| \| ------------------- \| ------------------- \| --------------------------- \| ------------------- \| ------------------- \| \| 1. \| Lasse Norman Hansen \| Aqua Blue Sport \| 5h05m25s \| \| \| 2. \| Bryan Coquard \| Vital Concept \| + 4s \| \| \| 3. \| Max Kanter \| Team Sunweb \| + 6s \| \| \| 4. \| Tim Merlier \| Verandas Willems-Crelan \| + 10s \| \| \| 5. \| Wouter Wippert \| Roompot-Nederlandse Loterij \| + 10s \| \| \| 6. \| Andreas Stokbro \| Riwal CeramicSpeed \| + 10s \| \| \| 7. \| Milan Menten \| Sport Vlaanderen-Baloise \| + 10s \| \| \| 8. \| Xandro Meurisse \| Wanty-Groupe Gobert \| + 10s \| \| \| 9. \| Christoffer Lisson \| BHS-Almeborg Bornholm \| + 10s \| \| \| 10. \| Mihkel Räim \| Israel Cycling Academy \| + 10s \| \| |                     |                             |          |
| |                     |                             |          |
| Fonte: ProCyclingStats |                     |                             |          |
| Classificação geral |                     |                             |          |
| Ciclista | Ciclista            | Equipe                      | Tempo    |
| 1. | Lasse Norman Hansen | Aqua Blue Sport             | 5h05m25s |
| 2. | Bryan Coquard       | Vital Concept               | + 4s     |
| 3. | Max Kanter          | Team Sunweb                 | + 6s     |
| 4. | Tim Merlier         | Verandas Willems-Crelan     | + 10s    |
| 5. | Wouter Wippert      | Roompot-Nederlandse Loterij | + 10s    |
| 6. | Andreas Stokbro     | Riwal CeramicSpeed          | + 10s    |
| 7. | Milan Menten        | Sport Vlaanderen-Baloise    | + 10s    |
| 8. | Xandro Meurisse     | Wanty-Groupe Gobert         | + 10s    |
| 9. | Christoffer Lisson  | BHS-Almeborg Bornholm       | + 10s    |
| 10. | Mihkel Räim         | Israel Cycling Academy      | + 10s    |

### 2.ª etapa
| Viborg - Vejle | etapa escarpada | (172 km) |

| \| Classificação por etapas \| Classificação por etapas \| Classificação por etapas \| Classificação por etapas \| Classificação por etapas \| \| Ciclista \| Ciclista \| Equipe \| Tempo \| \| \| ------------------------ \| ------------------------ \| --------------------------- \| ------------------------ \| ------------------------ \| \| 1. \| Wout van Aert \| Verandas Willems-Crelan \| 4h13m51s \| \| \| 2. \| Alexander Kamp \| Waoo \| + 2s \| \| \| 3. \| Robin Carpenter \| Rally Cycling \| + 4s \| \| \| 4. \| Julius Johansen \| ColoQuick \| + 6s \| \| \| 5. \| Benjamin Declercq \| Sport Vlaanderen-Baloise \| + 11s \| \| \| 6. \| Xandro Meurisse \| Wanty-Groupe Gobert \| + 11s \| \| \| 7. \| Pieter Weening \| Roompot-Nederlandse Loterij \| + 11s \| \| \| 8. \| Adam de Vos \| Rally Cycling \| + 11s \| \| \| 9. \| Fabian Lienhard \| Holowesko Citadel \| + 11s \| \| \| 10. \| Oscar Riesebeek \| Roompot-Nederlandse Loterij \| + 11s \| \| |                   |                             |          |
| |                   |                             |          |
| Fonte: ProCyclingStats |                   |                             |          |
| Classificação por etapas |                   |                             |          |
| Ciclista | Ciclista          | Equipe                      | Tempo    |
| 1. | Wout van Aert     | Verandas Willems-Crelan     | 4h13m51s |
| 2. | Alexander Kamp    | Waoo                        | + 2s     |
| 3. | Robin Carpenter   | Rally Cycling               | + 4s     |
| 4. | Julius Johansen   | ColoQuick                   | + 6s     |
| 5. | Benjamin Declercq | Sport Vlaanderen-Baloise    | + 11s    |
| 6. | Xandro Meurisse   | Wanty-Groupe Gobert         | + 11s    |
| 7. | Pieter Weening    | Roompot-Nederlandse Loterij | + 11s    |
| 8. | Adam de Vos       | Rally Cycling               | + 11s    |
| 9. | Fabian Lienhard   | Holowesko Citadel           | + 11s    |
| 10. | Oscar Riesebeek   | Roompot-Nederlandse Loterij | + 11s    |

| \| Classificação geral \| Classificação geral \| Classificação geral \| Classificação geral \| Classificação geral \| \| Ciclista \| Ciclista \| Equipe \| Tempo \| \| \| ------------------- \| ------------------- \| ------------------------ \| ------------------- \| ------------------- \| \| 1. \| Wout van Aert \| Verandas Willems-Crelan \| 9h19m16s \| \| \| 2. \| Alexander Kamp \| Waoo \| + 6s \| \| \| 3. \| Robin Carpenter \| Rally Cycling \| + 10s \| \| \| 4. \| Lasse Norman Hansen \| Aqua Blue Sport \| + 11s \| \| \| 5. \| Julius Johansen \| ColoQuick \| + 16s \| \| \| 6. \| Xandro Meurisse \| Wanty-Groupe Gobert \| + 21s \| \| \| 7. \| Milan Menten \| Sport Vlaanderen-Baloise \| + 21s \| \| \| 8. \| Benjamin Declercq \| Sport Vlaanderen-Baloise \| + 21s \| \| \| 9. \| Adam de Vos \| Rally Cycling \| + 21s \| \| \| 10. \| Hugo Houle \| Astana \| + 21s \| \| |                     |                          |          |
| |                     |                          |          |
| Fonte: ProCyclingStats |                     |                          |          |
| Classificação geral |                     |                          |          |
| Ciclista | Ciclista            | Equipe                   | Tempo    |
| 1. | Wout van Aert       | Verandas Willems-Crelan  | 9h19m16s |
| 2. | Alexander Kamp      | Waoo                     | + 6s     |
| 3. | Robin Carpenter     | Rally Cycling            | + 10s    |
| 4. | Lasse Norman Hansen | Aqua Blue Sport          | + 11s    |
| 5. | Julius Johansen     | ColoQuick                | + 16s    |
| 6. | Xandro Meurisse     | Wanty-Groupe Gobert      | + 21s    |
| 7. | Milan Menten        | Sport Vlaanderen-Baloise | + 21s    |
| 8. | Benjamin Declercq   | Sport Vlaanderen-Baloise | + 21s    |
| 9. | Adam de Vos         | Rally Cycling            | + 21s    |
| 10. | Hugo Houle          | Astana                   | + 21s    |

### 3.ª etapa
| Næstved - Vordingborg | etapa plana | (178,4 km) |

| \| Classificação por etapas \| Classificação por etapas \| Classificação por etapas \| Classificação por etapas \| Classificação por etapas \| \| Ciclista \| Ciclista \| Equipe \| Tempo \| \| \| ------------------------ \| ------------------------ \| ------------------------ \| ------------------------ \| ------------------------ \| \| 1. \| Tim Merlier \| Verandas Willems-Crelan \| 4h08m46s \| \| \| 2. \| Riccardo Minali \| Astana \| + 0s \| \| \| 3. \| Andrea Guardini \| Bardiani CSF \| + 0s \| \| \| 4. \| Mihkel Räim \| Israel Cycling Academy \| + 0s \| \| \| 5. \| Niklas Larsen \| Waoo \| + 0s \| \| \| 6. \| Milan Menten \| Sport Vlaanderen-Baloise \| + 0s \| \| \| 7. \| Eric Young \| Rally Cycling \| + 0s \| \| \| 8. \| Max Kanter \| Team Sunweb \| + 0s \| \| \| 9. \| John Murphy \| Holowesko Citadel \| + 0s \| \| \| 10. \| Hugo Houle \| Astana \| + 0s \| \| |                 |                          |          |
| |                 |                          |          |
| Fonte: ProCyclingStats |                 |                          |          |
| Classificação por etapas |                 |                          |          |
| Ciclista | Ciclista        | Equipe                   | Tempo    |
| 1. | Tim Merlier     | Verandas Willems-Crelan  | 4h08m46s |
| 2. | Riccardo Minali | Astana                   | + 0s     |
| 3. | Andrea Guardini | Bardiani CSF             | + 0s     |
| 4. | Mihkel Räim     | Israel Cycling Academy   | + 0s     |
| 5. | Niklas Larsen   | Waoo                     | + 0s     |
| 6. | Milan Menten    | Sport Vlaanderen-Baloise | + 0s     |
| 7. | Eric Young      | Rally Cycling            | + 0s     |
| 8. | Max Kanter      | Team Sunweb              | + 0s     |
| 9. | John Murphy     | Holowesko Citadel        | + 0s     |
| 10. | Hugo Houle      | Astana                   | + 0s     |

| \| Classificação geral \| Classificação geral \| Classificação geral \| Classificação geral \| Classificação geral \| \| Ciclista \| Ciclista \| Equipe \| Tempo \| \| \| ------------------- \| ------------------- \| ------------------------ \| ------------------- \| ------------------- \| \| 1. \| Wout van Aert \| Verandas Willems-Crelan \| 13h28m02s \| \| \| 2. \| Alexander Kamp \| Waoo \| + 6s \| \| \| 3. \| Robin Carpenter \| Rally Cycling \| + 10s \| \| \| 4. \| Lasse Norman Hansen \| Aqua Blue Sport \| + 11s \| \| \| 5. \| Julius Johansen \| ColoQuick \| + 16s \| \| \| 6. \| Milan Menten \| Sport Vlaanderen-Baloise \| + 21s \| \| \| 7. \| Xandro Meurisse \| Wanty-Groupe Gobert \| + 21s \| \| \| 8. \| Hugo Houle \| Astana \| + 21s \| \| \| 9. \| Christoffer Lisson \| BHS-Almeborg Bornholm \| + 21s \| \| \| 10. \| Colin Joyce \| Rally Cycling \| + 21s \| \| |                     |                          |           |
| |                     |                          |           |
| Fonte: ProCyclingStats |                     |                          |           |
| Classificação geral |                     |                          |           |
| Ciclista | Ciclista            | Equipe                   | Tempo     |
| 1. | Wout van Aert       | Verandas Willems-Crelan  | 13h28m02s |
| 2. | Alexander Kamp      | Waoo                     | + 6s      |
| 3. | Robin Carpenter     | Rally Cycling            | + 10s     |
| 4. | Lasse Norman Hansen | Aqua Blue Sport          | + 11s     |
| 5. | Julius Johansen     | ColoQuick                | + 16s     |
| 6. | Milan Menten        | Sport Vlaanderen-Baloise | + 21s     |
| 7. | Xandro Meurisse     | Wanty-Groupe Gobert      | + 21s     |
| 8. | Hugo Houle          | Astana                   | + 21s     |
| 9. | Christoffer Lisson  | BHS-Almeborg Bornholm    | + 21s     |
| 10. | Colin Joyce         | Rally Cycling            | + 21s     |

### 4.ª etapa
| Nykøbing Falster - Nykøbing Falster | contrarrelógio individual | (19,1 km) |

| \| Classificação por etapas \| Classificação por etapas \| Classificação por etapas \| Classificação por etapas \| Classificação por etapas \| \| Ciclista \| Ciclista \| Equipe \| Tempo \| \| \| ------------------------ \| ------------------------ \| ------------------------ \| ------------------------ \| ------------------------ \| \| 1. \| Mads Pedersen \| Dinamarca \| 21m52s \| \| \| 2. \| Wout van Aert \| Verandas Willems-Crelan \| + 8s \| \| \| 3. \| Martin Toft Madsen \| BHS-Almeborg Bornholm \| + 11s \| \| \| 4. \| Rasmus Quaade \| BHS-Almeborg Bornholm \| + 19s \| \| \| 5. \| Lasse Norman Hansen \| Aqua Blue Sport \| + 33s \| \| \| 6. \| Mikkel Bjerg \| Dinamarca \| + 35s \| \| \| 7. \| Mathias Norsgaard \| Riwal CeramicSpeed \| + 36s \| \| \| 8. \| Andriy Hrivko \| Astana \| + 37s \| \| \| 9. \| Emil Vinjebo \| ColoQuick \| + 45s \| \| \| 10. \| Julius Johansen \| ColoQuick \| + 48s \| \| |                     |                         |        |
| |                     |                         |        |
| Fonte: ProCyclingStats |                     |                         |        |
| Classificação por etapas |                     |                         |        |
| Ciclista | Ciclista            | Equipe                  | Tempo  |
| 1. | Mads Pedersen       | Dinamarca               | 21m52s |
| 2. | Wout van Aert       | Verandas Willems-Crelan | + 8s   |
| 3. | Martin Toft Madsen  | BHS-Almeborg Bornholm   | + 11s  |
| 4. | Rasmus Quaade       | BHS-Almeborg Bornholm   | + 19s  |
| 5. | Lasse Norman Hansen | Aqua Blue Sport         | + 33s  |
| 6. | Mikkel Bjerg        | Dinamarca               | + 35s  |
| 7. | Mathias Norsgaard   | Riwal CeramicSpeed      | + 36s  |
| 8. | Andriy Hrivko       | Astana                  | + 37s  |
| 9. | Emil Vinjebo        | ColoQuick               | + 45s  |
| 10. | Julius Johansen     | ColoQuick               | + 48s  |

| \| Classificação geral \| Classificação geral \| Classificação geral \| Classificação geral \| Classificação geral \| \| Ciclista \| Ciclista \| Equipe \| Tempo \| \| \| ------------------- \| ----------------------- \| ----------------------- \| ------------------- \| ------------------- \| \| 1. \| Wout van Aert \| Verandas Willems-Crelan \| 13h50m02s \| \| \| 2. \| Rasmus Quaade \| BHS-Almeborg Bornholm \| + 32s \| \| \| 3. \| Lasse Norman Hansen \| Aqua Blue Sport \| + 36s \| \| \| 4. \| Andriy Hrivko \| Astana \| + 50s \| \| \| 5. \| Julius Johansen \| ColoQuick \| + 56s \| \| \| 6. \| Emil Vinjebo \| ColoQuick \| + 58s \| \| \| 7. \| Christopher Juul-Jensen \| Dinamarca \| + 1m06s \| \| \| 8. \| Hugo Houle \| Astana \| + 1m11s \| \| \| 9. \| Christoffer Lisson \| BHS-Almeborg Bornholm \| + 1m11s \| \| \| 10. \| Alexander Kamp \| Waoo \| + 1m20s \| \| |                         |                         |           |
| |                         |                         |           |
| Fonte: ProCyclingStats |                         |                         |           |
| Classificação geral |                         |                         |           |
| Ciclista | Ciclista                | Equipe                  | Tempo     |
| 1. | Wout van Aert           | Verandas Willems-Crelan | 13h50m02s |
| 2. | Rasmus Quaade           | BHS-Almeborg Bornholm   | + 32s     |
| 3. | Lasse Norman Hansen     | Aqua Blue Sport         | + 36s     |
| 4. | Andriy Hrivko           | Astana                  | + 50s     |
| 5. | Julius Johansen         | ColoQuick               | + 56s     |
| 6. | Emil Vinjebo            | ColoQuick               | + 58s     |
| 7. | Christopher Juul-Jensen | Dinamarca               | + 1m06s   |
| 8. | Hugo Houle              | Astana                  | + 1m11s   |
| 9. | Christoffer Lisson      | BHS-Almeborg Bornholm   | + 1m11s   |
| 10. | Alexander Kamp          | Waoo                    | + 1m20s   |

### 5.ª etapa
| Faxe - Frederiksberg | etapa plana | (199,1 km) |

| \| Classificação por etapas \| Classificação por etapas \| Classificação por etapas \| Classificação por etapas \| Classificação por etapas \| \| Ciclista \| Ciclista \| Equipe \| Tempo \| \| \| ------------------------ \| ------------------------ \| ------------------------ \| ------------------------ \| ------------------------ \| \| 1. \| Tim Merlier \| Verandas Willems-Crelan \| 4h18m23s \| \| \| 2. \| Max Kanter \| Team Sunweb \| + 0s \| \| \| 3. \| Shane Archbold \| Aqua Blue Sport \| + 0s \| \| \| 4. \| Riccardo Minali \| Astana \| + 0s \| \| \| 5. \| Milan Menten \| Sport Vlaanderen-Baloise \| + 0s \| \| \| 6. \| Andreas Stokbro \| Riwal CeramicSpeed \| + 0s \| \| \| 7. \| Bryan Coquard \| Vital Concept \| + 0s \| \| \| 8. \| Mihkel Räim \| Israel Cycling Academy \| + 0s \| \| \| 9. \| Enrico Barbin \| Bardiani CSF \| + 0s \| \| \| 10. \| Christophe Noppe \| Sport Vlaanderen-Baloise \| + 0s \| \| |                  |                          |          |
| |                  |                          |          |
| Fonte: ProCyclingStats |                  |                          |          |
| Classificação por etapas |                  |                          |          |
| Ciclista | Ciclista         | Equipe                   | Tempo    |
| 1. | Tim Merlier      | Verandas Willems-Crelan  | 4h18m23s |
| 2. | Max Kanter       | Team Sunweb              | + 0s     |
| 3. | Shane Archbold   | Aqua Blue Sport          | + 0s     |
| 4. | Riccardo Minali  | Astana                   | + 0s     |
| 5. | Milan Menten     | Sport Vlaanderen-Baloise | + 0s     |
| 6. | Andreas Stokbro  | Riwal CeramicSpeed       | + 0s     |
| 7. | Bryan Coquard    | Vital Concept            | + 0s     |
| 8. | Mihkel Räim      | Israel Cycling Academy   | + 0s     |
| 9. | Enrico Barbin    | Bardiani CSF             | + 0s     |
| 10. | Christophe Noppe | Sport Vlaanderen-Baloise | + 0s     |

## Classificações finais
As classificações finalizaram da seguinte forma:

### Classificação geral
| \| Classificação geral \| Classificação geral \| Classificação geral \| Classificação geral \| Classificação geral \| \| Ciclista \| Ciclista \| Equipe \| Tempo \| \| \| ------------------- \| ----------------------- \| ------------------------ \| ------------------- \| ------------------- \| \| 1. \| Wout van Aert \| Verandas Willems-Crelan \| 18h08m25s \| \| \| 2. \| Rasmus Quaade \| BHS-Almeborg Bornholm \| + 32s \| \| \| 3. \| Lasse Norman Hansen \| Aqua Blue Sport \| + 36s \| \| \| 4. \| Andriy Hrivko \| Astana \| + 50s \| \| \| 5. \| Julius Johansen \| ColoQuick \| + 56s \| \| \| 6. \| Emil Vinjebo \| ColoQuick \| + 58s \| \| \| 7. \| Christopher Juul-Jensen \| Mitchelton-Scott \| + 1m06s \| \| \| 8. \| Hugo Houle \| Astana \| + 1m11s \| \| \| 9. \| Robin Carpenter \| Rally Cycling \| + 1m18s \| \| \| 10. \| Jonas Rickaert \| Sport Vlaanderen-Baloise \| + 1m23s \| \| |                         |                          |           |
| |                         |                          |           |
| Fonte: ProCyclingStats |                         |                          |           |
| Classificação geral |                         |                          |           |
| Ciclista | Ciclista                | Equipe                   | Tempo     |
| 1. | Wout van Aert           | Verandas Willems-Crelan  | 18h08m25s |
| 2. | Rasmus Quaade           | BHS-Almeborg Bornholm    | + 32s     |
| 3. | Lasse Norman Hansen     | Aqua Blue Sport          | + 36s     |
| 4. | Andriy Hrivko           | Astana                   | + 50s     |
| 5. | Julius Johansen         | ColoQuick                | + 56s     |
| 6. | Emil Vinjebo            | ColoQuick                | + 58s     |
| 7. | Christopher Juul-Jensen | Mitchelton-Scott         | + 1m06s   |
| 8. | Hugo Houle              | Astana                   | + 1m11s   |
| 9. | Robin Carpenter         | Rally Cycling            | + 1m18s   |
| 10. | Jonas Rickaert          | Sport Vlaanderen-Baloise | + 1m23s   |

### Classificação por pontos
| Classificação por pontos | Classificação por pontos | Classificação por pontos | Classificação por pontos | Classificação por pontos |
| Ciclista                 | Ciclista                 | Equipe                   | Pontos                   |                          |
| ------------------------ | ------------------------ | ------------------------ | ------------------------ | ------------------------ |
| 1.                       | Tim Merlier              | Verandas Willems-Crelan  | 39 pts                   |                          |
| 2.                       | Wout van Aert            | Verandas Willems-Crelan  | 27 pts                   |                          |
| 3.                       | Max Kanter               | Team Sunweb              | 27 pts                   |                          |
| 4.                       | Lasse Norman Hansen      | Aqua Blue Sport          | 23 pts                   |                          |
| 5.                       | Milan Menten             | Sport Vlaanderen-Baloise | 21 pts                   |                          |
| 6.                       | Riccardo Minali          | Astana                   | 21 pts                   |                          |
| 7.                       | Bryan Coquard            | Vital Concept            | 18 pts                   |                          |
| 8.                       | Mihkel Räim              | Israel Cycling Academy   | 17 pts                   |                          |
| 9.                       | Mads Pedersen            | Dinamarca                | 15 pts                   |                          |
| 10.                      | Robin Carpenter          | Rally Cycling            | 15 pts                   |                          |

### Classificação da montanha
| Classificação da montanha | Classificação da montanha | Classificação da montanha | Classificação da montanha | Classificação da montanha |
| Ciclista                  | Ciclista                  | Equipe                    | Pontos                    |                           |
| ------------------------- | ------------------------- | ------------------------- | ------------------------- | ------------------------- |
| 1.                        | Nicolai Brøchner          | Holowesko Citadel         | 92 pts                    |                           |
| 2.                        | Charles Planet            | Team Novo Nordisk         | 32 pts                    |                           |
| 3.                        | Daniel Lyhne              | ColoQuick                 | 28 pts                    |                           |
| 4.                        | Nicklas Pedersen          | BHS-Almeborg Bornholm     | 28 pts                    |                           |
| 5.                        | Robin Carpenter           | Rally Cycling             | 20 pts                    |                           |
| 6.                        | Rasmus Bøgh Wallin        | ColoQuick                 | 16 pts                    |                           |
| 7.                        | Adam de Vos               | Rally Cycling             | 12 pts                    |                           |
| 8.                        | Chris Anker Sørensen      | Riwal CeramicSpeed        | 12 pts                    |                           |
| 9.                        | Christophe Noppe          | Sport Vlaanderen-Baloise  | 12 pts                    |                           |
| 10.                       | Tobias Kongstad           | Riwal CeramicSpeed        | 12 pts                    |                           |

### Classificação dos jovens
| Classificação dos jovens | Classificação dos jovens | Classificação dos jovens | Classificação dos jovens | Classificação dos jovens |
| Ciclista                 | Ciclista                 | Equipe                   | Tempo                    |                          |
| ------------------------ | ------------------------ | ------------------------ | ------------------------ | ------------------------ |
| 1.                       | Julius Johansen          | ColoQuick                | 18h09m21s                |                          |
| 2.                       | Max Kanter               | Team Sunweb              | + 42s                    |                          |
| 3.                       | Magnus Bak Klaris        | BHS-Almeborg Bornholm    | + 43s                    |                          |
| 4.                       | Lennard Kämna            | Team Sunweb              | + 52s                    |                          |
| 5.                       | Mikkel Bjerg             | Dinamarca                | + 1m00s                  |                          |
| 6.                       | Senne Leysen             | Verandas Willems-Crelan  | + 1m23s                  |                          |
| 7.                       | Jordi Warlop             | Sport Vlaanderen-Baloise | + 2m00s                  |                          |
| 8.                       | Milan Menten             | Sport Vlaanderen-Baloise | + 2m06s                  |                          |
| 9.                       | Nils Eekhoff             | Team Sunweb              | + 4m12s                  |                          |
| 10.                      | Andreas Stokbro          | Riwal CeramicSpeed       | + 4m43s                  |                          |

### Classificação por equipas
| Classificação por equipes | Classificação por equipes   | Classificação por equipes | Classificação por equipes |
| Equipe                    | Equipe                      | Tempo                     |                           |
| ------------------------- | --------------------------- | ------------------------- | ------------------------- |
| 1.                        | BHS-Almeborg Bornholm       | 54h27m45s                 |                           |
| 2.                        | Astana                      | + 1m21s                   |                           |
| 3.                        | Rally Cycling               | + 2m00s                   |                           |
| 4.                        | Sport Vlaanderen-Baloise    | + 3m01s                   |                           |
| 5.                        | Waoo                        | + 3m04s                   |                           |
| 6.                        | Roompot-Nederlandse Loterij | + 3m57s                   |                           |
| 7.                        | Team Sunweb                 | + 4m26s                   |                           |
| 8.                        | Vital Concept               | + 4m34s                   |                           |
| 9.                        | Vérandas Willems-Crelan     | + 5m00s                   |                           |
| 10.                       | ColoQuick                   | + 5m59s                   |                           |

## Evolução das classificações
| Etapa                 | Vencedor              | Classificação geral | Classificação por pontos | Classificação da montanha | Classificação dos jovens | Classificação por equipas |
| --------------------- | --------------------- | ------------------- | ------------------------ | ------------------------- | ------------------------ | ------------------------- |
| 1.ª                   | Lasse Norman Hansen   | Lasse Norman Hansen | Lasse Norman Hansen      | Rasmus Tiller             | Max Kanter               | Sport Vlaanderen-Baloise  |
| 2.ª                   | Wout van Aert         | Wout van Aert       | Wout van Aert            | Nicolai Brøchner          | Julius Johansen          | Rally                     |
| 3.ª                   | Tim Merlier           | Wout van Aert       | Tim Merlier              | Nicolai Brøchner          | Julius Johansen          | Rally                     |
| 4.ª                   | Mads Pedersen         | Wout van Aert       | Wout van Aert            | Nicolai Brøchner          | Julius Johansen          | BHS-Almeborg Bornholm     |
| 5.ª                   | Tim Merlier           | Wout van Aert       | Tim Merlier              | Nicolai Brøchner          | Julius Johansen          | BHS-Almeborg Bornholm     |
| Classificações finais | Classificações finais | Wout van Aert       | Tim Merlier              | Nicolai Brøchner          | Julius Johansen          | BHS-Almeborg Bornholm     |

## UCI World Ranking
A Volta à Dinamarca outorga pontos para o UCI Europe Tour de 2018 e o UCI World Ranking, este último para corredores das equipas nas categorias UCI WorldTeam, Profissional Continental e Equipas Continentais. As seguintes tabelas mostram o barómetro de pontuação e os 10 corredores que obtiveram mais pontos:
| Posição             | 1.º | 2.º | 3.º | 4.º | 5.º | 6.º | 7.º | 8.º | 9.º | 10.º | 11.º | 12.º | 13.º | 14.º | 15.º | 16.º-30.º | 31.º-40.º |
| Classificação geral | 200 | 150 | 125 | 100 | 85  | 70  | 60  | 50  | 40  | 35   | 30   | 25   | 20   | 15   | 10   | 5         | 3         |
| Por etapa           | 20  | 10  | 5   |     |     |     |     |     |     |      |      |      |      |      |      |           |           |
| Líder               | 5   |     |     |     |     |     |     |     |     |      |      |      |      |      |      |           |           |

| Classificação | Classificação           | Classificação           | Classificação | Classificação | Classificação | Classificação |
| Posição       | Ciclista                | Equipa                  | Geral         | Etapa         | Líder         | Total         |
| ------------- | ----------------------- | ----------------------- | ------------- | ------------- | ------------- | ------------- |
| 1.º           | Wout van Aert           | Vérandas Willems-Crelan | 200           | 30            | 15            | 245           |
| 2.º           | Rasmus Quaade           | BHS-Almeborg Bornholm   | 150           | -             | -             | 150           |
| 3.º           | Lasse Norman Hansen     | Aqua Blue Sport         | 125           | 20            | 5             | 150           |
| 4.º           | Andriy Grivko           | Astana                  | 100           | -             | -             | 100           |
| 5.º           | Julius Johansen         | ColoQuick               | 85            | -             | -             | 85            |
| 6.º           | Emil Vinjebo            | ColoQuick               | 70            | -             | -             | 70            |
| 7.º           | Christopher Juul-Jensen | Selecção da Dinamarca   | 60            | -             | -             | 60            |
| 8.º           | Hugo Houle              | Astana                  | 50            | -             | -             | 50            |
| 9.º           | Robin Carpenter         | Rally                   | 40            | 5             | -             | 45            |
| 10.º          | Tim Merlier             | Vérandas Willems-Crelan | -             | 40            | -             | 40            |

## Ciclistas participantes e posições finais
| Dinamarca DEN | Dinamarca DEN              | Dinamarca DEN |
| ------------- | -------------------------- | ------------- |
| Num           | Ciclista                   | Pos           |
| 1             | Mads Pedersen              | 73.           |
| 2             | Christopher Juul-Jensen    | 7.            |
| 3             | Michael Carbel Svendgaard  | DNF-5         |
| 4             | Mikkel Bjerg               | 20.           |
| 5             | Rasmus Byriel Iversen      | 99.           |
| 6             | Silas Zacharias Clemmensen | 95.           |

| Astana AST | Astana AST             | Astana AST |
| ---------- | ---------------------- | ---------- |
| Num        | Ciclista               | Pos        |
| 11         | Oscar Gatto (ITA)      | DNF-5      |
| 12         | Hugo Houle (CAN)       | 8.         |
| 13         | Daniil Fominykh (KAZ)  | 21.        |
| 14         | Andriy Hrivko (UKR)    | 4.         |
| 15         | Riccardo Minali (ITA)  | 76.        |
| 16         | Ruslan Tleubayev (KAZ) | 80.        |

| Team Sunweb SUN | Team Sunweb SUN       | Team Sunweb SUN |
| --------------- | --------------------- | --------------- |
| Num             | Ciclista              | Pos             |
| 21              | Roy Curvers (NED)     | 69.             |
| 22              | Lennard Kämna (GER)   | 17.             |
| 23              | Tom Stamsnijder (NED) | DNF-5           |
| 24              | Nils Eekhoff (NED)    | 41.             |
| 25              | Max Kanter (GER)      | 14.             |
| 26              | Cees Bol (NED)        | 36.             |

| Verandas Willems-Crelan VWC | Verandas Willems-Crelan VWC | Verandas Willems-Crelan VWC |
| --------------------------- | --------------------------- | --------------------------- |
| Num                         | Ciclista                    | Pos                         |
| 31                          | Wout van Aert (BEL)         | 1.                          |
| 32                          | Tim Merlier (BEL)           | 45.                         |
| 33                          | Sean De Bie (BEL)           | 48.                         |
| 34                          | Senne Leysen (BEL)          | 23.                         |
| 35                          | Stijn Steels (BEL)          | 90.                         |
| 36                          | Elias Van Breussegem (BEL)  | DNF-5                       |

| Aqua Blue Sport ABS | Aqua Blue Sport ABS       | Aqua Blue Sport ABS |
| ------------------- | ------------------------- | ------------------- |
| Num                 | Ciclista                  | Pos                 |
| 41                  | Casper Pedersen (DEN)     | 55.                 |
| 42                  | Lasse Norman Hansen (DEN) | 3.                  |
| 43                  | Andrew Fenn (GBR)         | 78.                 |
| 44                  | Mark Christian (GBR)      | 65.                 |
| 45                  | Aaron Gate (NZL)          | 79.                 |
| 46                  | Shane Archbold (NZL)      | 91.                 |

| Vital Concept VCC | Vital Concept VCC    | Vital Concept VCC |
| ----------------- | -------------------- | ----------------- |
| Num               | Ciclista             | Pos               |
| 51                | Bryan Coquard (FRA)  | 30.               |
| 52                | Kris Boeckmans (BEL) | DNF-5             |
| 53                | Bert De Backer (BEL) | 38.               |
| 54                | Jérémy Lecroq (FRA)  | DNF-5             |
| 55                | Julien Morice (FRA)  | 85.               |
| 56                | Johan Le Bon (FRA)   | 11.               |

| Wanty-Groupe Gobert WGG | Wanty-Groupe Gobert WGG    | Wanty-Groupe Gobert WGG |
| ----------------------- | -------------------------- | ----------------------- |
| Num                     | Ciclista                   | Pos                     |
| 61                      | Pieter Vanspeybrouck (BEL) | DNF-5                   |
| 62                      | Wesley Kreder (NED)        | 57.                     |
| 63                      | Tom Devriendt (BEL)        | DNF-5                   |
| 64                      | Mark McNally (GBR)         | 52.                     |
| 65                      | Xandro Meurisse (BEL)      | 13.                     |

| Holowesko Citadel HCA | Holowesko Citadel HCA  | Holowesko Citadel HCA |
| --------------------- | ---------------------- | --------------------- |
| Num                   | Ciclista               | Pos                   |
| 71                    | Nicolai Brøchner (DEN) | 56.                   |
| 72                    | John Murphy (USA)      | 58.                   |
| 73                    | Fabian Lienhard (SUI)  | 29.                   |
| 74                    | Brendan Rhim (USA)     | DNF-5                 |
| 75                    | Andžs Flaksis (LAT)    | 53.                   |
| 76                    | Miguel Bryon (USA)     | 75.                   |

| Bardiani CSF BRD | Bardiani CSF BRD         | Bardiani CSF BRD |
| ---------------- | ------------------------ | ---------------- |
| Num              | Ciclista                 | Pos              |
| 81               | Andrea Guardini (ITA)    | DNF-5            |
| 82               | Enrico Barbin (ITA)      | 47.              |
| 83               | Mirco Maestri (ITA)      | 44.              |
| 84               | Lorenzo Rota (ITA)       | 60.              |
| 85               | Paolo Simion (ITA)       | 42.              |
| 86               | Alessandro Tonelli (ITA) | 40.              |

| Sport Vlaanderen-Baloise SVB | Sport Vlaanderen-Baloise SVB | Sport Vlaanderen-Baloise SVB |
| ---------------------------- | ---------------------------- | ---------------------------- |
| Num                          | Ciclista                     | Pos                          |
| 91                           | Aimé De Gendt (BEL)          | 35.                          |
| 92                           | Milan Menten (BEL)           | 34.                          |
| 93                           | Benjamin Declercq (BEL)      | 25.                          |
| 94                           | Christophe Noppe (BEL)       | 84.                          |
| 95                           | Jonas Rickaert (BEL)         | 10.                          |
| 96                           | Jordi Warlop (BEL)           | 33.                          |

| Team Novo Nordisk TNN | Team Novo Nordisk TNN      | Team Novo Nordisk TNN |
| --------------------- | -------------------------- | --------------------- |
| Num                   | Ciclista                   | Pos                   |
| 101                   | Fabio Calabria (AUS)       | 94.                   |
| 102                   | Sam Brand (GBR)            | 92.                   |
| 103                   | Andrea Peron (ITA)         | 66.                   |
| 104                   | Charles Planet (FRA)       | 64.                   |
| 105                   | Umberto Poli (ITA)         | DNF-5                 |
| 106                   | Christopher Williams (AUS) | 97.                   |

| Roompot-Nederlandse Loterij RNL | Roompot-Nederlandse Loterij RNL | Roompot-Nederlandse Loterij RNL |
| ------------------------------- | ------------------------------- | ------------------------------- |
| Num                             | Ciclista                        | Pos                             |
| 111                             | Pieter Weening (NED)            | 27.                             |
| 112                             | Robbert de Greef (NED)          | 51.                             |
| 113                             | Elmar Reinders (NED)            | 61.                             |
| 114                             | Oscar Riesebeek (NED)           | 18.                             |
| 115                             | Wouter Wippert (NED)            | DNF-5                           |
| 116                             | Coen Vermeltfoort (NED)         | 74.                             |

| Israel Cycling Academy ICA | Israel Cycling Academy ICA      | Israel Cycling Academy ICA |
| -------------------------- | ------------------------------- | -------------------------- |
| Num                        | Ciclista                        | Pos                        |
| 121                        | Krists Neilands (LAT) (estrada) | 68.                        |
| 122                        | August Jensen (NOR)             | 49.                        |
| 123                        | Sondre Holst Enger (NOR)        | DNF-5                      |
| 124                        | Kristian Sbaragli (ITA)         | 28.                        |
| 125                        | Dennis van Winden (NED)         | 32.                        |
| 126                        | Mihkel Räim (EST) (estrada)     | 50.                        |

| Rally Cycling RLY | Rally Cycling RLY     | Rally Cycling RLY |
| ----------------- | --------------------- | ----------------- |
| Num               | Ciclista              | Pos               |
| 131               | Ryan Anderson (CAN)   | 31.               |
| 132               | Brad Huff (USA)       | DNF-5             |
| 133               | Adam de Vos (CAN)     | 19.               |
| 134               | Robin Carpenter (USA) | 9.                |
| 135               | Colin Joyce (USA)     | 15.               |
| 136               | Eric Young (USA)      | 62.               |

| Joker Icopal TJI | Joker Icopal TJI      | Joker Icopal TJI |
| ---------------- | --------------------- | ---------------- |
| Num              | Ciclista              | Pos              |
| 141              | Fridtjof Røinås (NOR) | 54.              |
| 142              | Henrik Evensen (NOR)  | DNF-5            |
| 143              | Herman Dahl (NOR)     | 67.              |
| 144              | Bjørn Tore Hoem (NOR) | 26.              |
| 145              | Ole Forfang (NOR)     | DNF-5            |
| 146              | Rasmus Tiller (NOR)   | DNF-5            |

| Waoo TWA | Waoo TWA                     | Waoo TWA |
| -------- | ---------------------------- | -------- |
| Num      | Ciclista                     | Pos      |
| 151      | Alexander Kamp (DEN)         | 12.      |
| 152      | Rasmus Guldhammer (DEN)      | 46.      |
| 153      | Asbjørn Kragh Andersen (DEN) | 37.      |
| 154      | Niklas Larsen (DEN)          | 59.      |
| 155      | Jesper Schultz (DEN)         | 70.      |
| 156      | Torkil Veyhe                 | 24.      |

| ColoQuick TCQ | ColoQuick TCQ                    | ColoQuick TCQ |
| ------------- | -------------------------------- | ------------- |
| Num           | Ciclista                         | Pos           |
| 161           | Julius Johansen (DEN)            | 5.            |
| 162           | Christian Moberg Jørgensen (DEN) | 87.           |
| 163           | Steffen Christiansen (DEN)       | DNF-5         |
| 164           | Daniel Lyhne (DEN)               | 88.           |
| 165           | Rasmus Bøgh Wallin (DEN)         | 72.           |
| 166           | Emil Vinjebo (DEN)               | 6.            |

| BHS-Almeborg Bornholm ABB | BHS-Almeborg Bornholm ABB      | BHS-Almeborg Bornholm ABB |
| ------------------------- | ------------------------------ | ------------------------- |
| Num                       | Ciclista                       | Pos                       |
| 171                       | Martin Toft Madsen (DEN) (CRI) | 86.                       |
| 172                       | Rasmus Quaade (DEN)            | 2.                        |
| 173                       | Christoffer Lisson (DEN)       | 63.                       |
| 174                       | Nicklas Pedersen (DEN)         | 89.                       |
| 175                       | Emil Toudal (DEN)              | 96.                       |
| 176                       | Magnus Bak Klaris (DEN)        | 16.                       |

| Riwal CeramicSpeed RIW | Riwal CeramicSpeed RIW     | Riwal CeramicSpeed RIW |
| ---------------------- | -------------------------- | ---------------------- |
| Num                    | Ciclista                   | Pos                    |
| 181                    | Troels Vinther (DEN)       | 22.                    |
| 182                    | Tobias Kongstad (DEN)      | 98.                    |
| 183                    | Andreas Stokbro (DEN)      | 43.                    |
| 184                    | Chris Anker Sørensen (DEN) | 39.                    |
| 185                    | Patrick Clausen (DEN)      | 81.                    |
| 186                    | Mathias Norsgaard (DEN)    | 93.                    |

| Team Hurom THU | Team Hurom THU            | Team Hurom THU |
| -------------- | ------------------------- | -------------- |
| Num            | Ciclista                  | Pos            |
| 191            | Vitaliy Buts (UKR)        | 83.            |
| 192            | Andriy Vasylyuk (UKR)     | 82.            |
| 193            | Emanuel Piaskowy (POL)    | 71.            |
| 194            | Mateusz Manowski (POL)    | 100.           |
| 195            | Eryk Latoń (POL)          | DNF-5          |
| 196            | Mariusz Gasiorowski (POL) | 77.            |

| Dinamarca DEN | Dinamarca DEN              | Dinamarca DEN |
| ------------- | -------------------------- | ------------- |
| Num           | Ciclista                   | Pos           |
| 1             | Mads Pedersen              | 73.           |
| 2             | Christopher Juul-Jensen    | 7.            |
| 3             | Michael Carbel Svendgaard  | DNF-5         |
| 4             | Mikkel Bjerg               | 20.           |
| 5             | Rasmus Byriel Iversen      | 99.           |
| 6             | Silas Zacharias Clemmensen | 95.           |

| Astana AST | Astana AST             | Astana AST |
| ---------- | ---------------------- | ---------- |
| Num        | Ciclista               | Pos        |
| 11         | Oscar Gatto (ITA)      | DNF-5      |
| 12         | Hugo Houle (CAN)       | 8.         |
| 13         | Daniil Fominykh (KAZ)  | 21.        |
| 14         | Andriy Hrivko (UKR)    | 4.         |
| 15         | Riccardo Minali (ITA)  | 76.        |
| 16         | Ruslan Tleubayev (KAZ) | 80.        |

| Team Sunweb SUN | Team Sunweb SUN       | Team Sunweb SUN |
| --------------- | --------------------- | --------------- |
| Num             | Ciclista              | Pos             |
| 21              | Roy Curvers (NED)     | 69.             |
| 22              | Lennard Kämna (GER)   | 17.             |
| 23              | Tom Stamsnijder (NED) | DNF-5           |
| 24              | Nils Eekhoff (NED)    | 41.             |
| 25              | Max Kanter (GER)      | 14.             |
| 26              | Cees Bol (NED)        | 36.             |

| Verandas Willems-Crelan VWC | Verandas Willems-Crelan VWC | Verandas Willems-Crelan VWC |
| --------------------------- | --------------------------- | --------------------------- |
| Num                         | Ciclista                    | Pos                         |
| 31                          | Wout van Aert (BEL)         | 1.                          |
| 32                          | Tim Merlier (BEL)           | 45.                         |
| 33                          | Sean De Bie (BEL)           | 48.                         |
| 34                          | Senne Leysen (BEL)          | 23.                         |
| 35                          | Stijn Steels (BEL)          | 90.                         |
| 36                          | Elias Van Breussegem (BEL)  | DNF-5                       |

| Aqua Blue Sport ABS | Aqua Blue Sport ABS       | Aqua Blue Sport ABS |
| ------------------- | ------------------------- | ------------------- |
| Num                 | Ciclista                  | Pos                 |
| 41                  | Casper Pedersen (DEN)     | 55.                 |
| 42                  | Lasse Norman Hansen (DEN) | 3.                  |
| 43                  | Andrew Fenn (GBR)         | 78.                 |
| 44                  | Mark Christian (GBR)      | 65.                 |
| 45                  | Aaron Gate (NZL)          | 79.                 |
| 46                  | Shane Archbold (NZL)      | 91.                 |

| Vital Concept VCC | Vital Concept VCC    | Vital Concept VCC |
| ----------------- | -------------------- | ----------------- |
| Num               | Ciclista             | Pos               |
| 51                | Bryan Coquard (FRA)  | 30.               |
| 52                | Kris Boeckmans (BEL) | DNF-5             |
| 53                | Bert De Backer (BEL) | 38.               |
| 54                | Jérémy Lecroq (FRA)  | DNF-5             |
| 55                | Julien Morice (FRA)  | 85.               |
| 56                | Johan Le Bon (FRA)   | 11.               |

| Wanty-Groupe Gobert WGG | Wanty-Groupe Gobert WGG    | Wanty-Groupe Gobert WGG |
| ----------------------- | -------------------------- | ----------------------- |
| Num                     | Ciclista                   | Pos                     |
| 61                      | Pieter Vanspeybrouck (BEL) | DNF-5                   |
| 62                      | Wesley Kreder (NED)        | 57.                     |
| 63                      | Tom Devriendt (BEL)        | DNF-5                   |
| 64                      | Mark McNally (GBR)         | 52.                     |
| 65                      | Xandro Meurisse (BEL)      | 13.                     |

| Holowesko Citadel HCA | Holowesko Citadel HCA  | Holowesko Citadel HCA |
| --------------------- | ---------------------- | --------------------- |
| Num                   | Ciclista               | Pos                   |
| 71                    | Nicolai Brøchner (DEN) | 56.                   |
| 72                    | John Murphy (USA)      | 58.                   |
| 73                    | Fabian Lienhard (SUI)  | 29.                   |
| 74                    | Brendan Rhim (USA)     | DNF-5                 |
| 75                    | Andžs Flaksis (LAT)    | 53.                   |
| 76                    | Miguel Bryon (USA)     | 75.                   |

| Bardiani CSF BRD | Bardiani CSF BRD         | Bardiani CSF BRD |
| ---------------- | ------------------------ | ---------------- |
| Num              | Ciclista                 | Pos              |
| 81               | Andrea Guardini (ITA)    | DNF-5            |
| 82               | Enrico Barbin (ITA)      | 47.              |
| 83               | Mirco Maestri (ITA)      | 44.              |
| 84               | Lorenzo Rota (ITA)       | 60.              |
| 85               | Paolo Simion (ITA)       | 42.              |
| 86               | Alessandro Tonelli (ITA) | 40.              |

| Sport Vlaanderen-Baloise SVB | Sport Vlaanderen-Baloise SVB | Sport Vlaanderen-Baloise SVB |
| ---------------------------- | ---------------------------- | ---------------------------- |
| Num                          | Ciclista                     | Pos                          |
| 91                           | Aimé De Gendt (BEL)          | 35.                          |
| 92                           | Milan Menten (BEL)           | 34.                          |
| 93                           | Benjamin Declercq (BEL)      | 25.                          |
| 94                           | Christophe Noppe (BEL)       | 84.                          |
| 95                           | Jonas Rickaert (BEL)         | 10.                          |
| 96                           | Jordi Warlop (BEL)           | 33.                          |

| Team Novo Nordisk TNN | Team Novo Nordisk TNN      | Team Novo Nordisk TNN |
| --------------------- | -------------------------- | --------------------- |
| Num                   | Ciclista                   | Pos                   |
| 101                   | Fabio Calabria (AUS)       | 94.                   |
| 102                   | Sam Brand (GBR)            | 92.                   |
| 103                   | Andrea Peron (ITA)         | 66.                   |
| 104                   | Charles Planet (FRA)       | 64.                   |
| 105                   | Umberto Poli (ITA)         | DNF-5                 |
| 106                   | Christopher Williams (AUS) | 97.                   |

| Roompot-Nederlandse Loterij RNL | Roompot-Nederlandse Loterij RNL | Roompot-Nederlandse Loterij RNL |
| ------------------------------- | ------------------------------- | ------------------------------- |
| Num                             | Ciclista                        | Pos                             |
| 111                             | Pieter Weening (NED)            | 27.                             |
| 112                             | Robbert de Greef (NED)          | 51.                             |
| 113                             | Elmar Reinders (NED)            | 61.                             |
| 114                             | Oscar Riesebeek (NED)           | 18.                             |
| 115                             | Wouter Wippert (NED)            | DNF-5                           |
| 116                             | Coen Vermeltfoort (NED)         | 74.                             |

| Israel Cycling Academy ICA | Israel Cycling Academy ICA      | Israel Cycling Academy ICA |
| -------------------------- | ------------------------------- | -------------------------- |
| Num                        | Ciclista                        | Pos                        |
| 121                        | Krists Neilands (LAT) (estrada) | 68.                        |
| 122                        | August Jensen (NOR)             | 49.                        |
| 123                        | Sondre Holst Enger (NOR)        | DNF-5                      |
| 124                        | Kristian Sbaragli (ITA)         | 28.                        |
| 125                        | Dennis van Winden (NED)         | 32.                        |
| 126                        | Mihkel Räim (EST) (estrada)     | 50.                        |

| Rally Cycling RLY | Rally Cycling RLY     | Rally Cycling RLY |
| ----------------- | --------------------- | ----------------- |
| Num               | Ciclista              | Pos               |
| 131               | Ryan Anderson (CAN)   | 31.               |
| 132               | Brad Huff (USA)       | DNF-5             |
| 133               | Adam de Vos (CAN)     | 19.               |
| 134               | Robin Carpenter (USA) | 9.                |
| 135               | Colin Joyce (USA)     | 15.               |
| 136               | Eric Young (USA)      | 62.               |

| Joker Icopal TJI | Joker Icopal TJI      | Joker Icopal TJI |
| ---------------- | --------------------- | ---------------- |
| Num              | Ciclista              | Pos              |
| 141              | Fridtjof Røinås (NOR) | 54.              |
| 142              | Henrik Evensen (NOR)  | DNF-5            |
| 143              | Herman Dahl (NOR)     | 67.              |
| 144              | Bjørn Tore Hoem (NOR) | 26.              |
| 145              | Ole Forfang (NOR)     | DNF-5            |
| 146              | Rasmus Tiller (NOR)   | DNF-5            |

| Waoo TWA | Waoo TWA                     | Waoo TWA |
| -------- | ---------------------------- | -------- |
| Num      | Ciclista                     | Pos      |
| 151      | Alexander Kamp (DEN)         | 12.      |
| 152      | Rasmus Guldhammer (DEN)      | 46.      |
| 153      | Asbjørn Kragh Andersen (DEN) | 37.      |
| 154      | Niklas Larsen (DEN)          | 59.      |
| 155      | Jesper Schultz (DEN)         | 70.      |
| 156      | Torkil Veyhe                 | 24.      |

| ColoQuick TCQ | ColoQuick TCQ                    | ColoQuick TCQ |
| ------------- | -------------------------------- | ------------- |
| Num           | Ciclista                         | Pos           |
| 161           | Julius Johansen (DEN)            | 5.            |
| 162           | Christian Moberg Jørgensen (DEN) | 87.           |
| 163           | Steffen Christiansen (DEN)       | DNF-5         |
| 164           | Daniel Lyhne (DEN)               | 88.           |
| 165           | Rasmus Bøgh Wallin (DEN)         | 72.           |
| 166           | Emil Vinjebo (DEN)               | 6.            |

| BHS-Almeborg Bornholm ABB | BHS-Almeborg Bornholm ABB      | BHS-Almeborg Bornholm ABB |
| ------------------------- | ------------------------------ | ------------------------- |
| Num                       | Ciclista                       | Pos                       |
| 171                       | Martin Toft Madsen (DEN) (CRI) | 86.                       |
| 172                       | Rasmus Quaade (DEN)            | 2.                        |
| 173                       | Christoffer Lisson (DEN)       | 63.                       |
| 174                       | Nicklas Pedersen (DEN)         | 89.                       |
| 175                       | Emil Toudal (DEN)              | 96.                       |
| 176                       | Magnus Bak Klaris (DEN)        | 16.                       |

| Riwal CeramicSpeed RIW | Riwal CeramicSpeed RIW     | Riwal CeramicSpeed RIW |
| ---------------------- | -------------------------- | ---------------------- |
| Num                    | Ciclista                   | Pos                    |
| 181                    | Troels Vinther (DEN)       | 22.                    |
| 182                    | Tobias Kongstad (DEN)      | 98.                    |
| 183                    | Andreas Stokbro (DEN)      | 43.                    |
| 184                    | Chris Anker Sørensen (DEN) | 39.                    |
| 185                    | Patrick Clausen (DEN)      | 81.                    |
| 186                    | Mathias Norsgaard (DEN)    | 93.                    |

| Team Hurom THU | Team Hurom THU            | Team Hurom THU |
| -------------- | ------------------------- | -------------- |
| Num            | Ciclista                  | Pos            |
| 191            | Vitaliy Buts (UKR)        | 83.            |
| 192            | Andriy Vasylyuk (UKR)     | 82.            |
| 193            | Emanuel Piaskowy (POL)    | 71.            |
| 194            | Mateusz Manowski (POL)    | 100.           |
| 195            | Eryk Latoń (POL)          | DNF-5          |
| 196            | Mariusz Gasiorowski (POL) | 77.            |

Convenções:
- AB-N: Abandono na etapa "N"
- FLT-N: Retiro por chegada fora do limite de tempo na etapa "N"
- NTS-N: Não tomou a saída para a etapa "N"
- DES-N: Desclassificado ou expulsado na etapa "N"